# CSKA
CSKA (Russisch: ЦСКА ) is een station aan de Grote Ringlijn van de Moskouse metro. Het station ligt op de kruising van de landingsbanen van de voormalige luchthaven Chodynka. De werknaam tijdens de ontwerpfase was Chodynskoje Polje, een verwijzing naar het historische Chodynkaveld dat hier voor de luchthaven lag en in 1896 het toneel was van de Chodynkatragedie. Het luchthaventerrein is vanaf 2003 herontwikkeld en de kantoren en bedrijven op het terrein hebben via dit station een aansluiting op de metro. Aan de rand van het terrein is het nieuwe voetbalstadion van CSKA opgetrokken en het station zou in november 2017 onder die naam worden geopend, maar de opening vond pas drie maanden later plaats.